# Gualeguay (departamento)
Gualeguay é um departamento da Argentina, localizado na província de Entre Ríos.